# Alsóvéghegy
Alsóvéghegy (horvátul: Donji Koncovčak) falu Horvátországban, Muraköz megyében. Közigazgatásilag Szelencéhez tartozik.

## Fekvése
Csáktornyától 14 km-re északnyugatra, községközpontjától Szelencétől 1 km-re nyugatra a Muraközi-dombság területén fekszik.

## Története
A települést 1478-ban "Conceldol" alakban említik először. A csáktornyai uradalom része volt. Az uradalommal együtt 1456-ig a Cillei család birtoka volt. Ezután a Cilleiek többi birtokával együtt Vitovec János horvát bán szerezte meg,  de örökösei elveszítették. Hunyadi Mátyás Ernuszt János budai nagykereskedőnek és bankárnak adományozta, aki megkapta a horvát báni címet is. 1540-ben a csáktornyai Ernusztok kihalása után az uradalom rövid ideig a Keglevich családé, majd 1546-ban I. Ferdinánd király adományából a Zrínyieké lett. 
Miután Zrínyi Pétert 1671-ben felségárulás vádjával halálra ítélték és kivégezték minden birtokát elkobozták, így a birtok a kincstáré lett.  1715-ben III. Károly a Muraközzel együtt gróf Csikulin Jánosnak adta zálogba, de a király 1719-ben szolgálatai jutalmául elajándékozta Althan Mihály János cseh nemesnek. 1791-ben gróf Festetics György vásárolta meg és ezután 132 évig a tolnai Festeticsek birtoka volt.
1920 előtt Zala vármegye Csáktornyai járásához tartozott. 1941 és 1944 között ismét Magyarországhoz tartozott. 2001-ben 308 lakosa volt.

## Nevezetességei
A falu Szentháromság tiszteletére szentelt kápolnája 2001-ben épült. 2001 augusztus 12-én szentelte fel Marko Culej varasdi püspök.

## Külső hivatkozások
- Szelence község hivatalos oldala
- Szelence a Muraköz információs portálján
- Híradás a kápolna felszenteléséről[halott link]